# Internazionali di Tennis di San Marino 1998 - Qualificazioni doppio
Le qualificazioni del doppio dell'Internazionali di Tennis di San Marino 1998 sono state un torneo di tennis preliminare per accedere alla fase finale della manifestazione. I vincitori dell'ultimo turno sono entrati di diritto nel tabellone principale. In caso di ritiro di uno o più giocatori aventi diritto a questi sono subentrati i lucky loser, ossia i giocatori che hanno perso nell'ultimo turno ma che avevano una classifica più alta rispetto agli altri partecipanti che avevano comunque perso nel turno finale.
Le qualificazioni del doppio del torneo Internazionali di Tennis di San Marino 1998 prevedevano 2 coppie partecipanti di cui una è entrata nel tabellone principale.

## Teste di serie
1. Giorgio Galimberti /  Massimo Valeri (Qualificati)

1. Omar Camporese /  Marat Safin (ultimo turno)

## Qualificati
1. Giorgio Galimberti /  Massimo Valeri

## Tabellone

### Legenda
| - Q = Qualificato - WC = Wild card - LL = Lucky loser | - ALT = Alternate - SE = Special Exempt - PR = Protected Ranking | - w/o = Walkover - r = Ritirato - d = Squalificato |

|  | Finale |                                   |                                   |                                   |     |  |
|  |        |                                   |                                   |                                   |     |  |
|  | 1      | Giorgio Galimberti Massimo Valeri | Giorgio Galimberti Massimo Valeri | Giorgio Galimberti Massimo Valeri | w/o |  |
|  | 2      | Omar Camporese Marat Safin        | Omar Camporese Marat Safin        | Omar Camporese Marat Safin        |     |  |